# NGC 6614
NGC 6614 este o galaxie situată în constelația Păunul. A fost descoperită în 20 iunie 1835 de către John Herschel. Se află la o distanță de 62,23 de megaparseci de Pământ.